# Renda
Se llama renda o bina a la acción de arar por segunda vez una tierra de labor antes de la siembra para retirar las malas hierbas. 
La renda tiene por objeto remover la tierra superficialmente para romper y destruir las malezas. Se realiza esta acción por medio de la azada ya sea manual o mecánica. Se bina ordinariamente una o dos veces las plantas de col, betarraga, tabaco, patatas, maíz, habas, clavelina, la rubia y el glasto. Esta operación no debe hacerse ni cuando el tiempo es demasiado húmedo ni cuando es demasiado seco.